# Kampungbaru (Tibar)
Kampungbaru (deutsch Neues Dorf) ist ein osttimoresischer Ort im Suco Tibar (Verwaltungsamt Bazartete, Gemeinde Liquiçá). Er liegt in der Aldeia Libaulelo, südlich der Bucht von Tibar zwischen dem Frachthafen von Dili im Westen und dem nur in der Regenzeit Wasser führenden Fluss Rihlu, der hier in die Bucht mündet. Östlich des Flusses befindet sich der Ort Tibar. Die Überlandstraße von Dili nach Liquiçá führt nördlich an Kampungbaru vorbei.